# Immigration et contrôle des frontières au Somaliland
 (février 2021).
La mise en forme du texte ne suit pas les recommandations de Wikipédia : il faut le « wikifier ».
Les points d'amélioration suivants sont les cas les plus fréquents. Le détail des points à revoir est peut-être précisé sur la page de discussion.
- Les titres sont pré-formatés par le logiciel. Ils ne sont ni en capitales, ni en gras.
- Le texte ne doit pas être écrit en capitales (les noms de famille non plus), ni en gras, ni en italique, ni en « petit »…
- Le gras n'est utilisé que pour surligner le titre de l'article dans l'introduction, une seule fois.
- L'italique est rarement utilisé : mots en langue étrangère, titres d'œuvres, noms de bateaux, etc.
- Les citations ne sont pas en italique mais en corps de texte normal. Elles sont entourées par des guillemets français : « et ».
- Les listes à puces sont à éviter, des paragraphes rédigés étant largement préférés. Les tableaux sont à réserver à la présentation de données structurées (résultats, etc.).
- Les appels de note de bas de page (petits chiffres en exposant, introduits par l'outil «  Source ») sont à placer entre la fin de phrase et le point final[comme ça].
- Les liens internes (vers d'autres articles de Wikipédia) sont à choisir avec parcimonie. Créez des liens vers des articles approfondissant le sujet. Les termes génériques sans rapport avec le sujet sont à éviter, ainsi que les répétitions de liens vers un même terme.
- Les liens externes sont à placer uniquement dans une section « Liens externes », à la fin de l'article. Ces liens sont à choisir avec parcimonie suivant les règles définies. Si un lien sert de source à l'article, son insertion dans le texte est à faire par les notes de bas de page.
- La présentation des références doit suivre les conventions bibliographiques. Il est recommandé d'utiliser les modèles {{Ouvrage}}, {{Chapitre}}, {{Article}}, {{Lien web}} et/ou {{Bibliographie}}. Le mode d'édition visuel peut mettre en forme automatiquement les références.
- Insérer une infobox (cadre d'informations à droite) n'est pas obligatoire pour parachever la mise en page.

Pour une aide détaillée, merci de consulter Aide:Wikification.
Si vous pensez que ces points ont été résolus, vous pouvez retirer ce bandeau et améliorer la mise en forme d'un autre article.
Le Département de l'immigration du Somaliland "(SIBC)" ou Immigration et contrôle des frontières au Somaliland ( somali : Waaxda Socdaalka Somaliland or Ciidanka Socdaalka Somaliland   ) ( Arabe : دائرة الهجرة ومراقبة الحدود صوماليلاندي) est une agence du gouvernement du Somaliland relevant du ministère de l'Intérieur et est également la principale autorité chargée d'exécuter et de mettre en œuvre les lois sur l'immigration du Somaliland, . Le SIBC réglemente l'examen et l'autorisation des demandes de visas, de permis d'entrée et de séjour au Somaliland. L'agence est dirigée par le brigadier général. L'actuel général de brigade est Mohamed Osman Aalin (Dayib).
Le Département de l’immigration est également responsable de la délivrance des passeports du Somaliland.

## Obtenir un visa

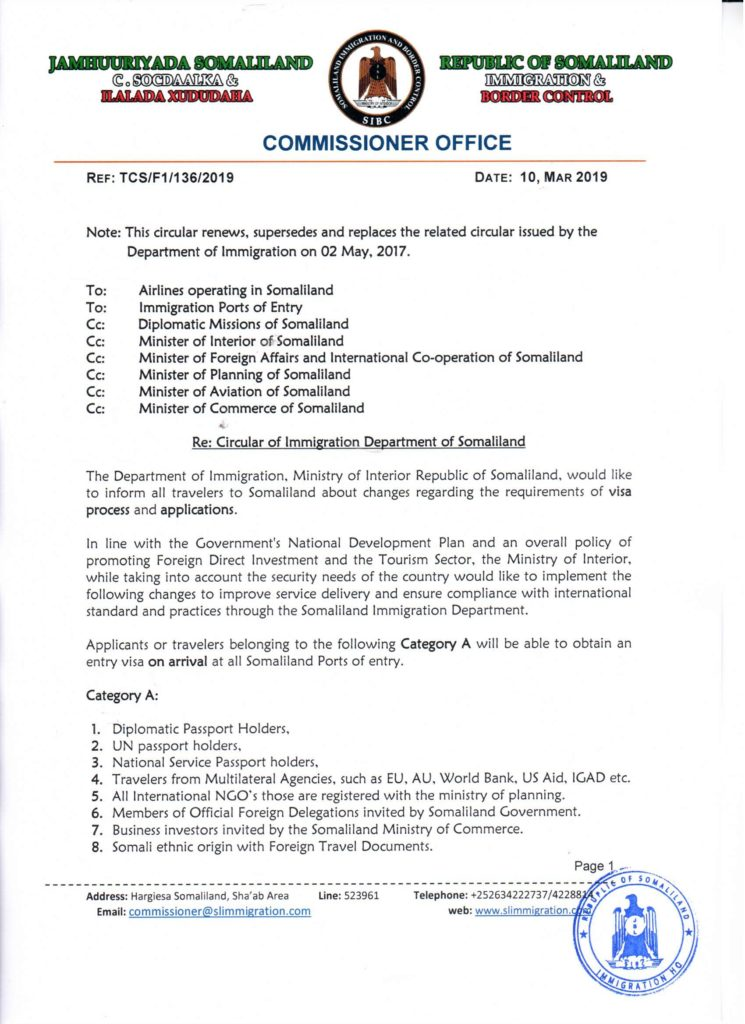
Politique des visas

## Obtenir un passeport

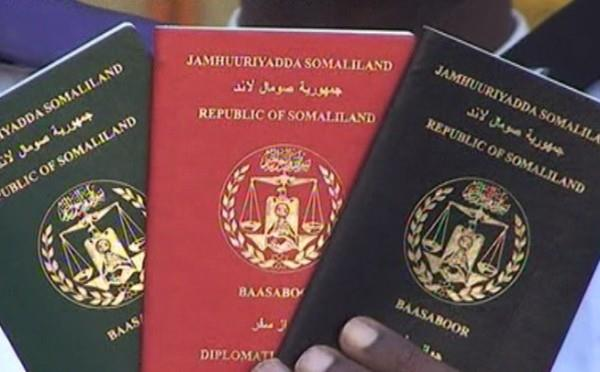
Types de passeports du Somaliland

La délivrance d'un passeport du Somaliland est effectuée par le Somaliland Immigration and Border Control.

## Voir également
- Politique des visas du Somaliland
- Passeport du Somaliland
- Loi sur la nationalité du Somaliland
- Ministère de l'intérieur (Somaliland)